# موخاو
موخاو (به آلمانی: Mochau) یک منطقهٔ مسکونی در آلمان است که در دوبلن واقع شده‌است. موخاو ۲٬۳۱۱ نفر جمعیت دارد.